# Barry megye (Michigan)
Barry megye az Amerikai Egyesült Államokban, azon belül Michigan államban található. Megyeszékhelye és legnagyobb városa Hastings. Lakosainak száma 62 423 fő (2020. április 1.). Barry megye Ionia, Kalamazoo, Eaton, Calhoun, Allegan és Kent megyékkel határos.

## Népesség
A megye népességének változása:
| Lakosok száma | 59 081 | 58 952 | 59 004 | 59 097 | 59 314 | 62 423 |
|               | 2010   | 2011   | 2012   | 2013   | 2015   | 2020   |